# Karel Kučera (voják)
Karel Kučera (24. června 2000 – 18. března 2023 Chromivka, Doněcká oblast) byl český student a voják, člen Mezinárodní legie územní obrany Ukrajiny, který se v letech 2022 až 2023 účastnil na straně Ukrajiny bojů při obraně země před ruskou invazí na Ukrajinu. 

## Život
Narodil se v červnu 2000 otci Martinovi a matce Janě. Vyrůstal na Kladensku. V letech 2015 až 2019 studoval na místním gymnáziu J. A. Komenského v Novém Strašecí, již od dětství však chtěl být vojákem. V roce 2019 se stal členem aktivních záloh v Táboře. V létě 2021 absolvoval vojenský výcvik ve Vyškově, ze záloh byl však na vlastní žádost vyřazen na jaře 2022. Krátce studoval pedagogiku na univerzitě v Praze, později uvažoval o studiu na Univerzitě obrany. Byl sice přijat na Fakultu vojenského leadershipu, ale nedodal maturitní vysvědčení. Krátce pracoval v modelárně. Kromě toho byl Kučera vášnivým fotografem, již v roce 2018 uspořádal svoji první fotovýstavu. Dále byly jeho koníčky divadlo či turistika. Měl jednoho mladšího bratra.
V květnu 2022 odjel bojovat na Ukrajinu, které se rozhodl pomoci při obraně proti ruské invazi do země. O povolení do země odjet žádal tehdejšího prezidenta Miloše Zemana, který mu však povolení k účasti v bojích neudělil. Přesto však Kučera tajně odcestoval do ukrajinského Lvova, kde se zapojil do vojenské činnosti. Působil jako člen 3. pěšího praporu Mezinárodní legie územní obrany Ukrajiny, bojoval v Doněcké a Charkovské oblasti. V jeho bojové jednotce se mu přezdívalo Charlie Czech. V říjnu 2022 a v lednu 2023 se z bojů na několik dní vrátil zpět do Česka.
Karel Kučera zemřel v březnu 2023 při tvrdých bojích na frontové linii u Bachmutu ve vesnici Chromivka jako v pořadí druhý český občan, který padl při obraně Ukrajiny. Poté, co sám usmrtil dva vojáky ruské armády, byl totiž třemi ranami ze samopalu vážně zraněn, ještě při vědomí ošetřen, ale svá zranění nakonec nepřežil v důsledku vnitřního krvácení. Jeho příběh se však rozšířil až v prosinci 2023, kdy o jeho úmrtí oficiálně informovala Mezinárodní legie územní obrany Ukrajiny, jíž byl Kučera členem.
V říjnu 2024 mu prezident Petr Pavel in memoriam udělil Medaili Za hrdinství. Ještě téhož měsíce mu in memoriam předal ocenění také ukrajinský velvyslanec v České republice Vasyl Zvaryč. Ukrajinský prezident mu in memoriam udělil Řád za odvahu. Kromě toho Kučera obdržel několik dalších vyznamenání. Karel Kučera byl pohřben na hřbitově v Tuchlovicích, krátce po jeho úmrtí však k poslednímu rozloučení došlo také v ukrajinském Charkově. K roku 2025 byl jedním ze čtyř potvrzených českých občanů, kteří na Ukrajině zemřeli při její obraně od začátku ruské invaze v únoru 2022.